# 訥沃峰
46°31′24″N 6°13′18″E / 46.52333°N 6.22167°E

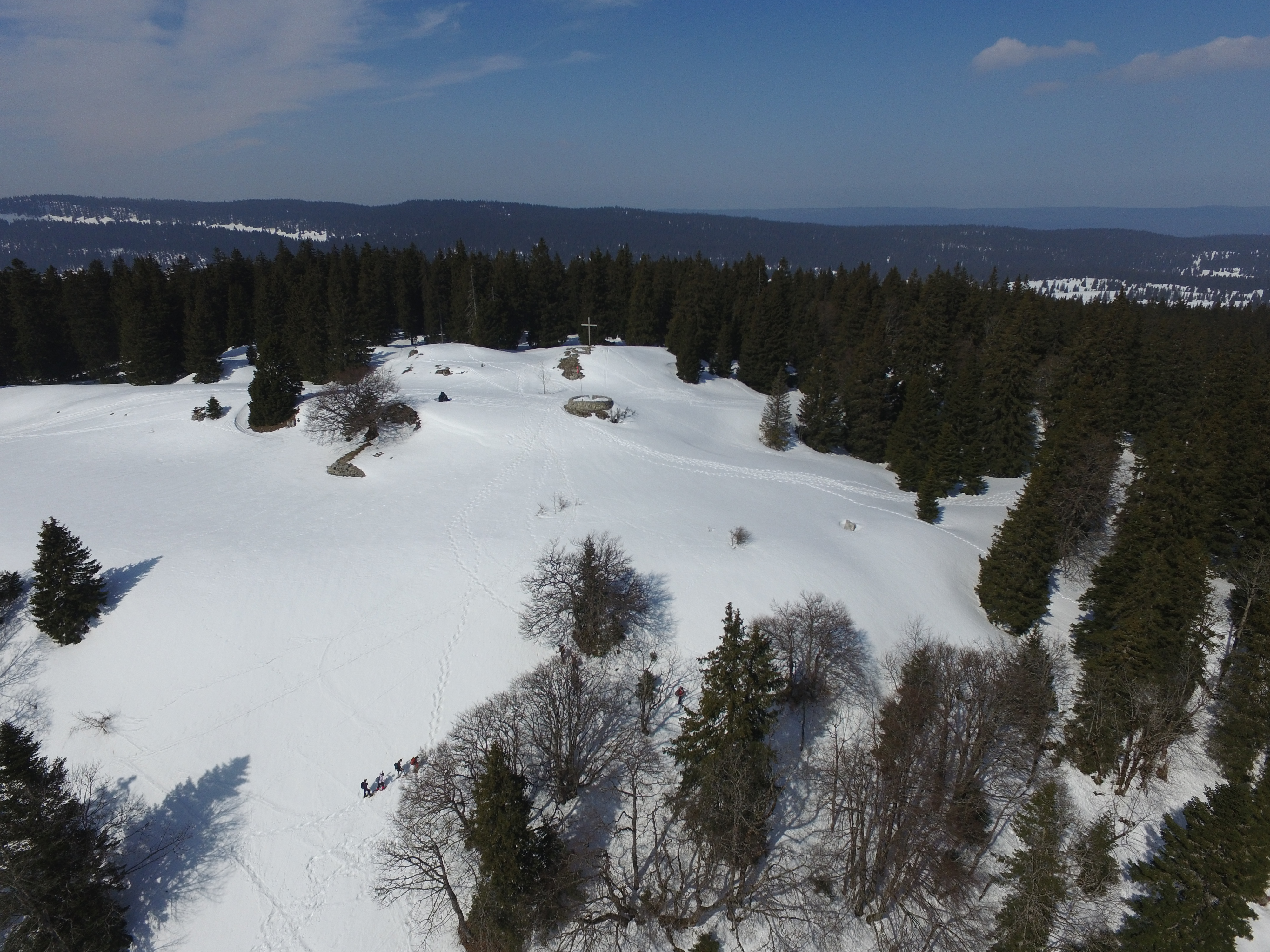

訥沃峰（Crêt de la Neuve），是瑞士的山脊，位於該國西部，由沃州負責管轄，屬於汝拉山的一部分，處於尼永以北15公里，海拔高度1,495米，每年平均降雨量1,775毫米。